# Barbolla
Barbolla ist ein Ort und eine nordspanische Gemeinde (municipio) mit 150 Einwohnern (Stand: 2024) in der Provinz Segovia in der Autonomen Gemeinschaft Kastilien-León.

## Lage und Klima
Die Gemeinde Barbolla liegt etwa 53 km (Fahrtstrecke) nordöstlich von Segovia in einer mittleren Höhe von ca. 940 m. Das Klima ist im Winter rau, im Sommer dagegen gemäßigt bis warm; Regen (ca. 656 mm/Jahr) fällt übers Jahr verteilt.

## Bevölkerungsentwicklung
| Jahr      | 1970 | 1981 | 1991 | 2001 | 2011 | 2021 |
| Einwohner | 407  | 283  | 245  | 215  | 217  | 139  |

## Sehenswürdigkeiten
- Marienkirche (Iglesia de Nuestra Señora de la Soña)

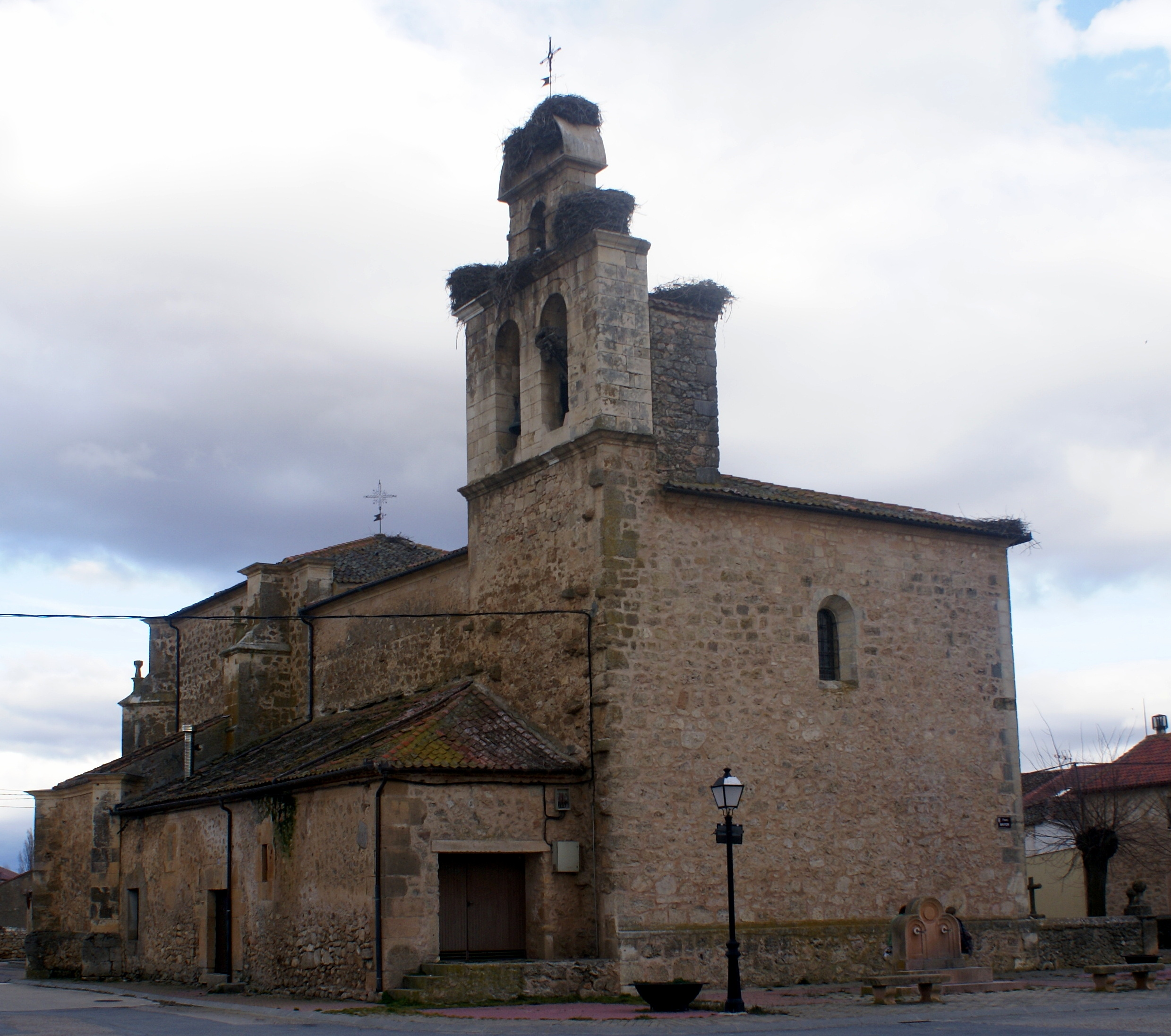
Marienkirche
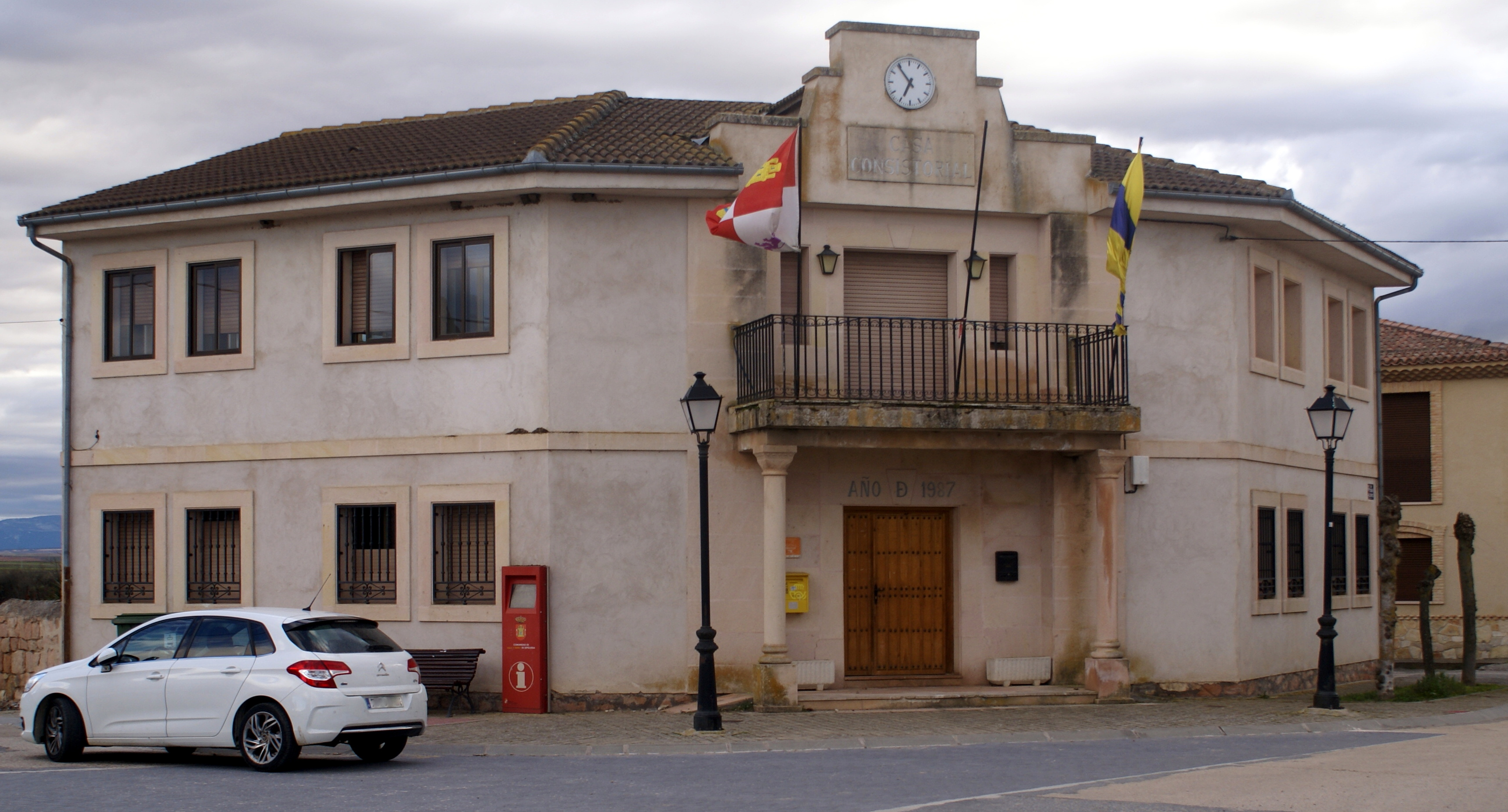
Rathaus